# Режиссёрская версия (фильм)
«Режиссёрская версия» (англ. Cut, иное название Порез) — комедийный слэшер 2000 года режиссёра Кимбла Рэндалла. Премьера фильма состоялась 23 февраля 2000 года.

## Сюжет

### Пролог
80-е годы. Съёмочная группа занимается производством очередного слэшера. Но тут случается непредвиденная ситуация — исполнитель роли маньяка начинает действительно убивать своих жертв, а также участников съёмочного процесса. Однако вскоре с ним расправляется главная героиня неснятого фильма. Съёмки остановлены, материалы сданы в архив.

### Основная часть
Проходит 15 лет, а слэшеры снова приобретают популярность. Группа выпускников одного из киноинститутов в качестве своей дипломной работы решают взять архивный материал недоконченного слэшера 80-х и доснимать до конца. В качестве исполнительницы главной женской роли они даже приглашают Ванессу Турнбилл — ту самую девушку, 15 лет назад убившую маньяка. В то же время вокруг недоснятого слэшера ходят различного рода легенды, сообщающие о том, что якобы посмотревший фильм непременно умирает. Однако режиссёр и продюсер фильма не останавливаются и подыскивают место для будущих съёмок, каковым становится заброшенный особняк, расположенный вдали от других населённых пунктов. Здесь-то вскоре и начинаются убийства.

## В ролях
| Актёр\Актриса  | Персонаж                      |
| -------------- | ----------------------------- |
| Молли Рингуолд | Ванесса Турнбилл              |
| Фрэнк Робертс  | Брэд                          |
| Кайли Миноуг   | Хилари Якобс                  |
| Джофф Ревелл   |                               |
| Симон Босселл  | Бобби Дуг                     |
| Джессика Напье | Раффи Карутерс                |
| Стефен Карри   | Рик Стефенс                   |
| Сара Кантс     | Хестер Райан                  |
| Стив Грейг     | Джим Пилонски                 |
| Сэм Льюис      | Дэмиен Огл                    |
| Мэтт Расселл   | Паули Морелли                 |
| Эрика Уолтерс  | Касси Вулф                    |
| Филлис Бурфорд | Марта                         |
| Питер Грин     |                               |
| Кэролин Мигнон | детектив Люси Картер          |
| Эдвин Ходжмен  | мистер Дриветт                |
| Тириел Мора    |                               |
| Дон Баркер     | продюсер оригинального фильма |
| Скотт Хэйсен   | режиссёр оригинального фильма |
| Бронвин Джеймс | Forensic Supervisor           |
| Памела Шоу     | Lecturer                      |
| Пол Блэквелл   | Vanessa’s Manager             |
| Доминик Педлар | Репортёр                      |
| Патрик Фрост   | Репортёр                      |
| Холли Майерс   | Репортёр                      |
| Ребекка Грин   |                               |
| Флауэр Кнутас  |                               |
| Ванесса Кинг   |                               |